# Eugenio Morrone
Eugenio Morrone (Catanzaro, 1º gennaio 1984) è un pasticcere italiano.
È il vincitore del "Gelato World Cup" edizione 2020.  È noto principalmente per il gelato al "Mandarino Tardivo", inserito nella "World Ranking Top 5 Flavors 2022".

## Carriera
Morrone inizia a muovere i primi passi nel mondo della pasticceria a 14 anni, nel laboratorio artigianale del suo paese natale.
A 18 anni, terminati gli studi, giunge a Roma, dove sotto l'ala di Vittorio Manassei, de "La Gelateria dei Gracchi", inizia la formazione nel campo della gelateria.
Nel 2008, insieme alla moglie Francesca Orlandi apre la sua prima pasticceria e gelateria a Roma, "Il Cannolo Siciliano".
Nel 2016 partecipa alla prima edizione europea del "Gelato Festival" svoltasi a Roma, vincendo con il gusto "Mandarino Tardivo".
Nel 2020 partecipa al "Gelato World Cup" nel Team Italia insieme a Giuseppe Tonon, Massimo Carnio, Marco Martinelli e Ciro Chiummo classificandosi al 1º posto.
Dopo la vittoria del Mondiale nel 2020, partecipa ad alcuni programmi televisivi sulla cucina, come Kitchen Impossible in Germania.
Nel 2022, come Team Manager, partecipa al Campionato del Mondo di Party Queen aggiudicandosi, insieme a Ilaria Castellaneta, il 1º premio. Nello stesso anno, sempre come Team Manager, partecipa al Campionato del Mondo di Pasticceria Juniores, aggiudicandosi, insieme a Riccardo Primiani e Tommaso Nembrini, il 1º premio.
Nel 2023 Eugenio Morrone è Maestro dell'APEI e gelatiere dell’edizione della Ryder Cup, svoltasi a Roma.

## Premi e riconoscimenti
- Gelato Festival Roma 1° (2016)[5]
- Campionato Europeo di Gelateria (2016)
- Gelato Festival All Star (2018)
- Maestro Gelatiere of the Year - "Reader Award Food and Travel Magazine 2018" (2018)
- Gelato d' Oro - "Sigep, the Dolce World EXPO" (2019)[13]
- Campionato del Mondo di Gelateria (2020)[6]
- Campionato del Mondo di Party Queen come Team Manager (2022)[9]
- Campionato del Mondo di Pasticceria Juniores come Team Manager (2022)[10]
- Miglior Panettone con Gelato - "APEI" (2022)[14]
- Inserimento nella HALL OF FAME di Gelato Festival WORLD RANKING - "Sigep, the Dolce World EXPO" (2022)[15]
- The Best Gelato served in a glass - "Sigep, the Dolce World EXPO" (2023)